# Massa específica aparente seca
Massa específica aparente seca é a massa específica de um solo seco determinada pelo seu correspondente volume deslocado de água. É ensaio feito em análise de solos consistindo na verificação da variação do peso e volume de um recipiente contendo água quando nele o seco.